# Eliot Engel
Eliot Lance Engel (ur. 18 lutego 1947 w Nowym Jorku) – amerykański polityk, wieloletni członek New York State Assembly oraz Izby Reprezentantów Stanów Zjednoczonych.

## Życiorys

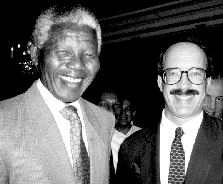
Eliot Engel z Nelsonem Mandelą

Uzyskał tytuły Bachelor of Arts oraz Master of Science odpowiednio na Hunter College i Lehman College, a w 1987 roku otrzymał stopień Juris Doctor na New York Law School.

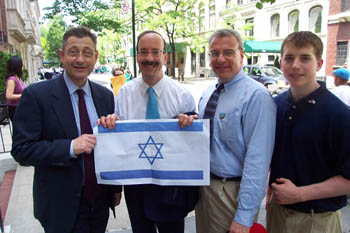
Eliot Engel na paradzie Celebrate Israel w Nowym Jorku (2004)

W 1977 roku startował do New York State Assembly z okręgu nr 81 jako reprezentant Liberalnej Partii Nowego Jorku. Przeszedł do Partii Demokratycznej, z jej ramienia skutecznie ubiegał się o reelekcję do New York State Assembly w latach 1978, 1980, 1982, 1984 i 1986. W roku 1988 z powodzeniem ubiegał się o mandat do Izby Reprezentantów Stanów Zjednoczonych z 19. okręgu wyborczego w ramach wyborów parlamentarnych; odnowił mandat kolejnych wyborach z lat 1990, 1992, 1994, 1996, 1998, 2000, 2002, 2004, 2006, 2008, 2010, 2012, 2014, 2016 oraz 2018; w 2020 nie uzyskał reelekcji. W Izbie Reprezentantów pełnił funkcję przewodniczącego komisji spraw zagranicznych.

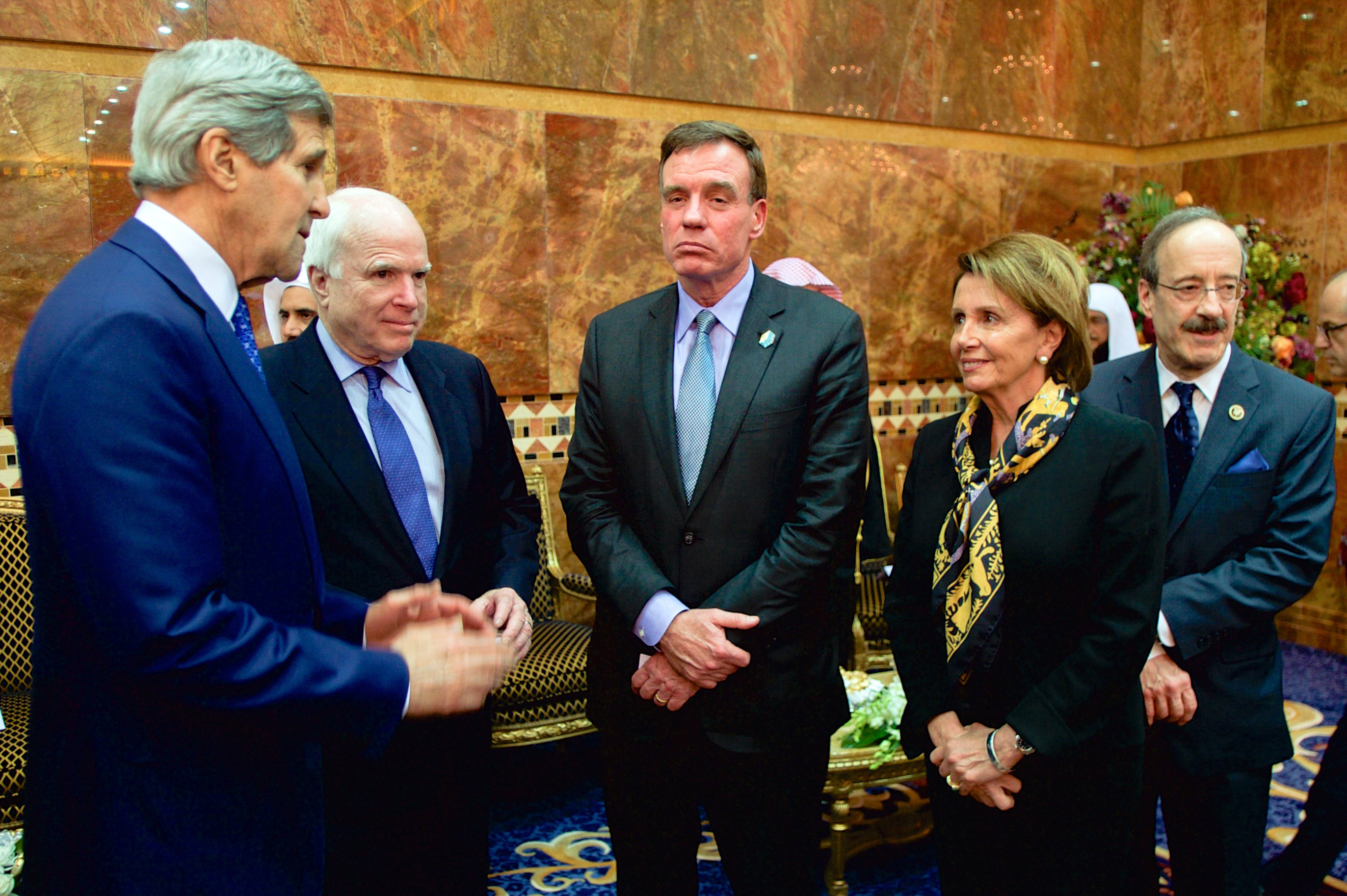
Eliot Engel na oficjalnym spotkaniu w Rijadzie (2015)

Był współautorem ustawy o rejestrze osób cierpiących na stwardnienie zanikowe boczne, która weszła w życie w 2008 roku. W 2007 roku przedstawił w Izbie Reprezentantów projekt ustawy o ochronie konsumentów kart telefonicznych, zgodnie z którą dostawcy usług telefonicznych oraz dystrybutorzy kart telefonicznych nie mieliby prawa pobierać opłat za niezrealizowane połączenia telefoniczne. 27 września 2007 roku przedstawił także projekt ustawy o inwestycjach społecznych i rozwoju gospodarczym dla obu Ameryk, który ostatecznie nie został poddany pod głosowanie; ten sam projekt został ponownie przedstawiony dnia 16 grudnia 2009 roku, jednak także nie został uchwalony.

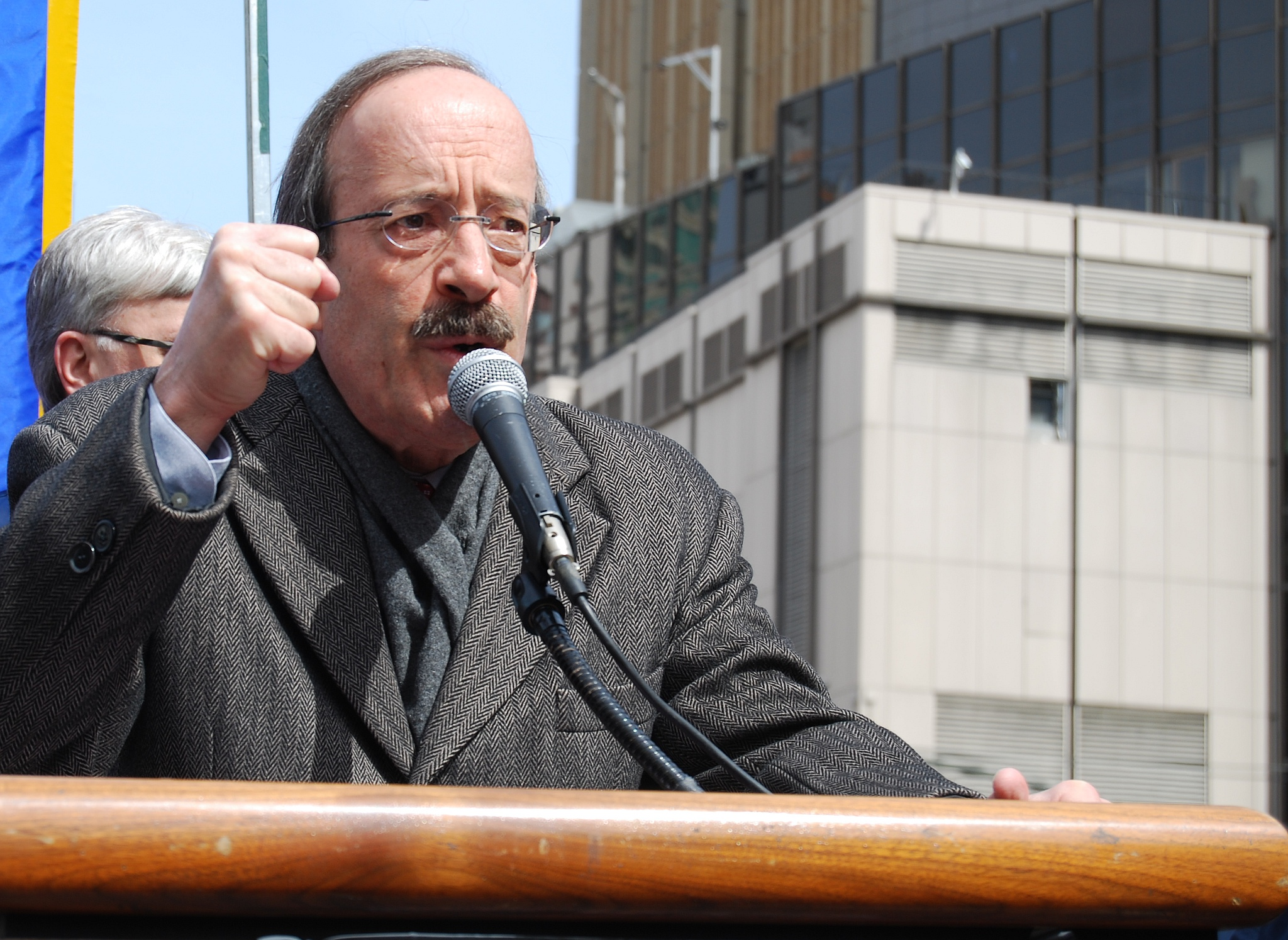
Eliot Engel (2013)

27 września 2008 roku przedstawił projekt ustawy, który zakładał współpracę sekretarza stanu z rządami państw półkuli zachodniej w zakresie wzmocnienia stosunków dyplomatycznych oraz bezpieczeństwa energetycznego; finalnie nie poddano projektu pod głosowanie. 28 kwietnia 2009 roku przedstawił w Izbie Reprezentantów projekt przewidujący powołanie do życia komisji ds. polityki narkotykowej o nazwie Western Hemisphere Drug Policy Commission; 8 grudnia tegoż roku został uchwalony przez izbę niższą parlamentu, jednak nie znalazł poparcia w Senacie.

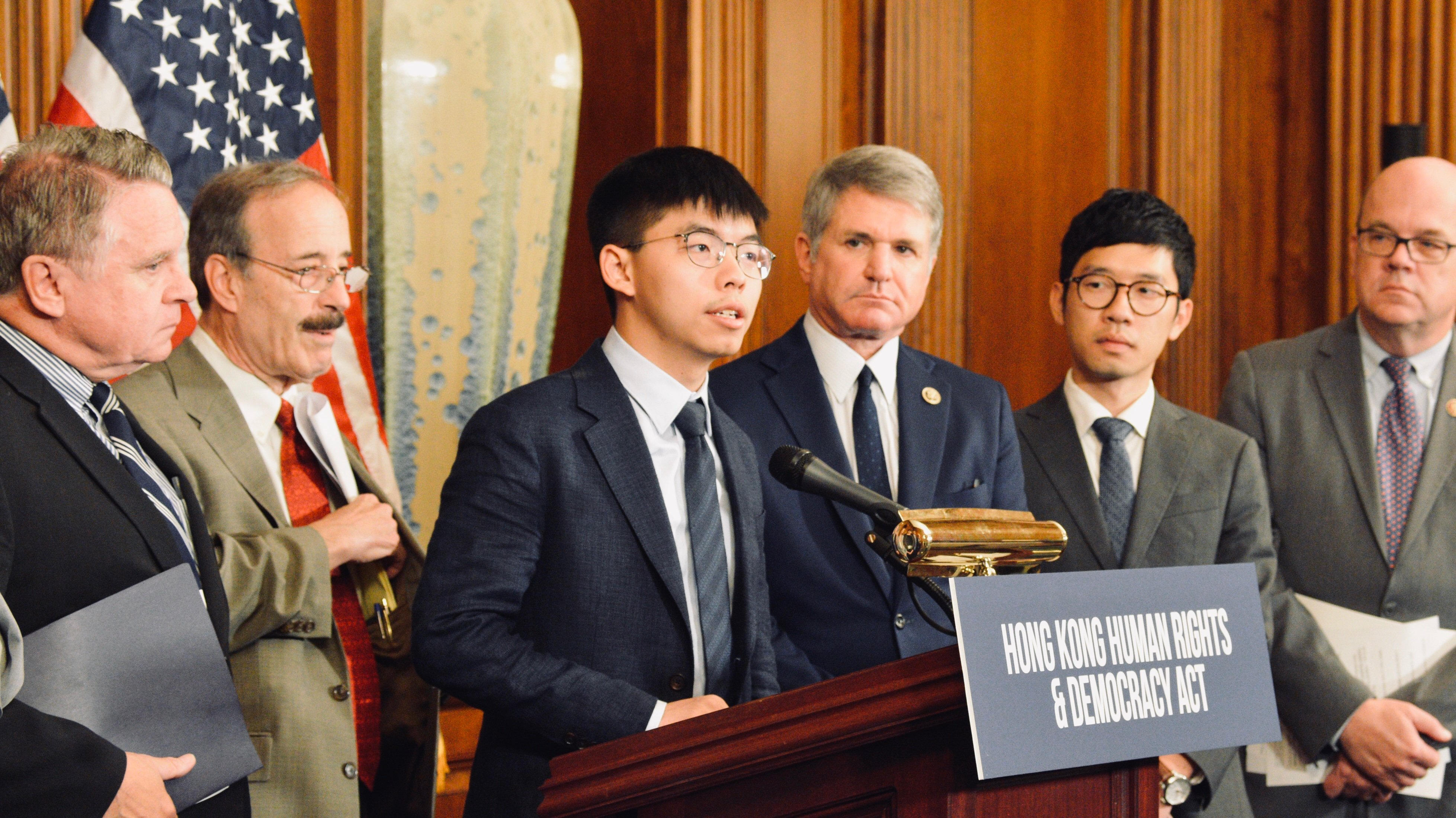
Eliot Engel (2019, drugi z lewej)

W 2005 roku był obserwatorem wyborów parlamentarnych w Albanii.
Członek Congressional LGBT Equality Caucus, United States Congressional International Conservation Caucus oraz U.S.–Japan Caucus.

## Poglądy

### Bliski Wschód
Jako jeden z nielicznych parlamentarzystów z ramienia Partii Demokratycznej wyraził poparcie dla inwazji na Irak, która miała miejsce w 2003 roku.
W 2013 roku otwarcie poparł dokonany przez wojsko zamach stanu w Egipcie oraz skrytykował gabinet Baracka Obamy za plany ograniczenia amerykańskiej pomocy dla egipskiej armii.
W 2015 roku jako jeden z 25 demokratów zagłosował przeciwko porozumieniu nuklearnemu z Iranem, wcielonemu w życie w lipcu tegoż roku; skrytykował jednak decyzję prezydenta Donalda Trumpa z 2018 roku, zgodnie z którą Stany Zjednoczone wycofały się z tegoż porozumienia.
W 2016 roku wraz z grupą 15 demokratów oraz 200 republikanów głosował przeciwko zakazowi sprzedaży amunicji kasetowej dla Arabii Saudyjskiej, która zainterweniowała w wojnie domowej w Jemenie. W 2019 roku opowiedział się za zakończeniem zaangażowania Stanów Zjednoczonych w dany konflikt.
W wywiadzie z National Public Radio z grudnia 2018 roku Engel, zapytany o kwestię zabójstwa pracującego dla The Washington Post saudyjskiego dziennikarza Dżamala Chaszukdżiego, odpowiedział, że nie chciałby, żeby saudyjski książę koronny Muhammad ibn Salman ibn Abd al-Aziz Al Su’ud został ukarany

#### Konflikt izraelsko-palestyński
Wyraził zdecydowane poparcie dla Izraela w konflikcie z Palestyną.
29 stycznia 2008 roku, wspólnie z 67 innymi członkami Izby Reprezentantów, w rezolucji nr 951 potępił palestyńskie ataki rakietowe na Izrael.
Otwarcie poparł decyzję prezydenta Donalda Trumpa o uznaniu Jerozolimy za stolicę Izraela. Wezwał Stany Zjednoczone do wetowania wszystkich rezolucji ONZ krytycznych wobec Izraela, a także do zaprzestania finansowania Agencji Narodów Zjednoczonych dla Pomocy Uchodźcom Palestyńskim na Bliskim Wschodzie.

### Dostęp do broni palnej
Eliot Engel jest zwolennikiem regulowanego dostępu do broni palnej; w Izbie Reprezentantów Stanów Zjednoczonych głosował przeciwko wprowadzeniu zakazu pozywania producentów i sprzedawców broni z powodu niewłaściwego jej użycia, ponadto 18 czerwca 1999 roku zagłosował przeciwko skróceniu czasu oczekiwania na broń z 3 do 1 dnia. Opowiedział się za koniecznością sprawdzania przeszłości kupujących oraz właścicieli broni palnej.
W 2000 roku wydał manifest pt. A New Agenda for the New Decade, który zakładał uczynienie Stanów Zjednoczonych najbezpieczniejszym państwem na świecie poprzez działania mające na celu obniżenie wskaźnika przestępstw z użyciem broni palnej. Organizacja National Rifle Association of America nadała mu ocenę F, będącą najniższą oceną. W 2001 roku, po wycofaniu z rynku około 400 tys. wadliwych zamków do broni, Engel przedstawił projekt ustawy zobowiązującej U.S. Consumer Product Safety Commission do ustanowienia normy jakości dla wszystkich zabezpieczeń broni palnej; projekt ten miał na celu zwiększenie bezpieczeństwa dzieci.

### Kosowo
W 1997 roku Engel powiedział o Kosowie, że ma potencjał, by stać się drugą Bośnią. Rok później wezwał amerykańskie władze do przeprowadzania ataków na jugosłowiańskie pozycje stacjonujące na terenie Kosowa, a w 1999 roku wraz z innym amerykańskim parlamentarzystą Jerrym Nadlerem zaapelował o utworzenie schronisk dla uchodźców z Kosowa.

## Życie prywatne
Jego dziadkowie byli ukraińskimi Żydami związanymi z Kijowem, Odessą i Winnicą. Jest wnukiem Dory Engel.

## Upamiętnienie
Jego imieniem nazwano jedną ulic w kosowskim Peciu. Otrzymał tytuły honorowego obywatela Pecia (2011) oraz Tropoi (2019).
W lipcu 2019 roku na jego cześć nazwano drogę łączącą albańską Tropoję z kosowską Djakowicą.

## Odznaczenia
- Krzyż Oficerski Orderu Zasługi Republiki Włoskiej (Włochy, 1998)[47]
- Order Wolności (Kosowo, 2004)[48]